# Ochthebius metallescens
Ochthebius metallescens es una especie de escarabajo del género Ochthebius, familia Hydraenidae. Fue descrita científicamente por Rosenhauer en 1847.
Se distribuye por Alemania. Mide 1,6-1,9 milímetros de longitud. Vive en arroyos de montaña.